# Tour de Romandie 2018
72. ročník etapového cyklistického závodu Tour de Romandie se konal mezi 24. a 29. dubnem 2018 v Romandii, francouzsky mluvící části Švýcarska. Celkovým vítězem se stal Slovinec Primož Roglič z týmu LottoNL–Jumbo před druhým Eganem Bernalem (Team Sky) a třetím Richiem Portem (BMC Racing Team).

## Týmy
Závodu se účastnilo všech 18 UCI WorldTeamů společně s jedním UCI ProTeamem. Každý z 19 týmů přijel se 7 jezdci, na start se tedy postavilo 133 jezdců. Do cíle v Ženevě dojelo 103 jezdců.
UCI WorldTeamy
- AG2R La Mondiale
- Astana
- Bahrain–Merida
- BMC Racing Team
- Bora–Hansgrohe
- EF Education First–Drapac p/b Cannondale
- Groupama–FDJ
- LottoNL–Jumbo
- Lotto–Soudal
- Mitchelton–Scott
- Movistar Team
- Quick-Step Floors
- Team Dimension Data
- Team Katusha–Alpecin
- Team Sky
- Team Sunweb
- Trek–Segafredo
- UAE Team Emirates

UCI Professional Continental týmy
- Wanty–Groupe Gobert

## Trasa a etapy
| Etapa         | Datum         | Trasa                        | Vzdálenost    | Typ      | Typ            | Vítěz                  |
| ------------- | ------------- | ---------------------------- | ------------- | -------- | -------------- | ---------------------- |
| P             | 24. dubna     | Fribourg                     | 4 km          |          | Prolog         | Michael Matthews (AUS) |
| 1             | 25. dubna     | Fribourg - Delémont          | 166,6 km      |          | Zvlněná etapa  | Omar Fraile (ESP)      |
| 2             | 26. dubna     | Delémont - Yverdon-les-Bains | 173,9 km      |          | Zvlněná etapa  | Thomas De Gendt (BEL)  |
| 3             | 27. dubna     | Ollon - Villars-sur-Ollon    | 9,9 km        |          | Horská časovka | Egan Bernal (COL)      |
| 4             | 28. dubna     | Sion - Sion                  | 149,2 km      |          | Horská etapa   | Jakob Fuglsang (DEN)   |
| 5             | 29. dubna     | Mont-sur-Rolle - Ženeva      | 181,8 km      |          | Zvlněná etapa  | Pascal Ackermann (GER) |
| Celková délka | Celková délka | Celková délka                | Celková délka | 865,4 km | 865,4 km       | 865,4 km               |

## Průběžné pořadí
| Etapa          | Vítěz            | Celkové pořadí   | Bodovací soutěž  | Vrchařská soutěž | Soutěž mladých jezdců | Cena bojovnosti | Soutěž týmů       |
| -------------- | ---------------- | ---------------- | ---------------- | ---------------- | --------------------- | --------------- | ----------------- |
| P              | Michael Matthews | Michael Matthews | Michael Matthews | neuděleno        | Tom Bohli             | neuděleno       | BMC Racing Team   |
| 1              | Omar Fraile      | Primož Roglič    | Primož Roglič    | Marco Minnaard   | Egan Bernal           | Marco Minnaard  | BMC Racing Team   |
| 2              | Thomas De Gendt  | Primož Roglič    | Thomas De Gendt  | Marco Minnaard   | Egan Bernal           | Thomas De Gendt | BMC Racing Team   |
| 3              | Egan Bernal      | Primož Roglič    | Thomas De Gendt  | Marco Minnaard   | Egan Bernal           | neuděleno       | BMC Racing Team   |
| 4              | Jakob Fuglsang   | Primož Roglič    | Thomas De Gendt  | Thomas De Gendt  | Egan Bernal           | Egan Bernal     | UAE Team Emirates |
| 5              | Pascal Ackermann | Primož Roglič    | Thomas De Gendt  | Thomas De Gendt  | Egan Bernal           | Alexis Gougeard | UAE Team Emirates |
| Konečné pořadí | Konečné pořadí   | Primož Roglič    | Thomas De Gendt  | Thomas De Gendt  | Egan Bernal           | Thomas De Gendt | UAE Team Emirates |

## Konečné pořadí
| Legenda | Legenda                            | Legenda | Legenda                                 |
| ------- | ---------------------------------- | ------- | --------------------------------------- |
|         | Označuje vítěze celkového pořadí.  |         | Označuje vítěze soutěže mladých jezdců. |
|         | Označuje vítěze bodovací soutěže.  |         | Označuje vítěze soutěže týmů.           |
|         | Označuje vítěze vrchařské soutěže. |         | Označuje vítěze ceny bojovnosti.        |

### Celkové pořadí
| Pořadí | Jezdec           | Tým               | Čas         |
| ------ | ---------------- | ----------------- | ----------- |
| 1      | Primož Roglič    | LottoNL–Jumbo     | 17h 09’ 00” |
| 2      | Egan Bernal      | Team Sky          | + 8”        |
| 3      | Richie Porte     | BMC Racing Team   | + 35”       |
| 4      | Jakob Fuglsang   | Astana            | + 1’ 16”    |
| 5      | Rui Costa        | UAE Team Emirates | + 1’ 23”    |
| 6      | Steven Kruiswijk | LottoNL–Jumbo     | + 2’ 32”    |
| 7      | Rohan Dennis     | BMC Racing Team   | + 2’ 49”    |
| 8      | Pierre Latour    | AG2R La Mondiale  | + 2’ 49”    |
| 9      | Emanuel Buchmann | Bora–Hansgrohe    | + 3’ 09”    |
| 10     | Dan Martin       | UAE Team Emirates | + 3’ 12”    |

### Bodovací soutěž
| Pořadí | Jezdec           | Tým               | Body |
| ------ | ---------------- | ----------------- | ---- |
| 1      | Thomas De Gendt  | Lotto–Soudal      | 112  |
| 2      | Primož Roglič    | LottoNL–Jumbo     | 81   |
| 3      | Egan Bernal      | Team Sky          | 80   |
| 4      | Sonny Colbrelli  | Bahrain–Merida    | 74   |
| 5      | Pierre Latour    | AG2R La Mondiale  | 56   |
| 6      | Rui Costa        | UAE Team Emirates | 55   |
| 7      | Jakob Fuglsang   | Astana            | 54   |
| 8      | Rohan Dennis     | BMC Racing Team   | 51   |
| 9      | Pascal Ackermann | Bora–Hansgrohe    | 50   |
| 10     | Michael Mørkøv   | Quick-Step Floors | 46   |

### Vrchařská soutěž
| Pořadí | Jezdec           | Tým                                      | Body |
| ------ | ---------------- | ---------------------------------------- | ---- |
| 1      | Thomas De Gendt  | Lotto–Soudal                             | 43   |
| 2      | Egan Bernal      | Team Sky                                 | 36   |
| 3      | Hugh Carthy      | EF Education First–Drapac p/b Cannondale | 33   |
| 4      | Primož Roglič    | LottoNL–Jumbo                            | 27   |
| 5      | Mikel Nieve      | Mitchelton–Scott                         | 21   |
| 6      | Antoine Duchesne | Groupama–FDJ                             | 17   |
| 7      | Alexis Gougeard  | AG2R La Mondiale                         | 17   |
| 8      | Pavel Sivakov    | Team Sky                                 | 15   |
| 9      | Richie Porte     | BMC Racing Team                          | 14   |
| 10     | Rui Costa        | UAE Team Emirates                        | 14   |

### Soutěž mladých jezdců
| Pořadí | Jezdec                  | Tým                                      | Čas         |
| ------ | ----------------------- | ---------------------------------------- | ----------- |
| 1      | Egan Bernal             | Team Sky                                 | 17h 09’ 08” |
| 2      | Daniel Felipe Martínez  | EF Education First–Drapac p/b Cannondale | + 3’ 26”    |
| 3      | David Gaudu             | Groupama–FDJ                             | + 4’ 28”    |
| 4      | Merhawi Kudus           | Team Dimension Data                      | + 5’ 13”    |
| 5      | Lucas Hamilton          | Mitchelton–Scott                         | + 5’ 56”    |
| 6      | Rob Power               | Mitchelton–Scott                         | + 7’ 13”    |
| 7      | Amanuel Ghebreigzabhier | Team Dimension Data                      | + 7’ 35”    |
| 8      | Hugh Carthy             | EF Education First–Drapac p/b Cannondale | + 14’ 31”   |
| 9      | Matteo Fabbro           | Team Katusha–Alpecin                     | + 15’ 31”   |
| 10     | Pavel Sivakov           | Team Sky                                 | + 17’ 09”   |

### Soutěž týmů
| Pořadí | Tým                                      | Čas         |
| ------ | ---------------------------------------- | ----------- |
| 1      | UAE Team Emirates                        | 46h 23’ 17” |
| 2      | Astana                                   | + 43”       |
| 3      | Team Sky                                 | + 4’ 38”    |
| 4      | Bahrain–Merida                           | + 6’ 14”    |
| 5      | EF Education First–Drapac p/b Cannondale | + 6’ 52”    |
| 6      | BMC Racing Team                          | + 8’ 13”    |
| 7      | Mitchelton–Scott                         | + 8’ 57”    |
| 8      | Movistar Team                            | + 10’ 12”   |
| 9      | AG2R La Mondiale                         | + 11’ 54”   |
| 10     | Groupama–FDJ                             | + 12’ 45”   |